# Hufflepuff
Hufflepuff este una dintre cele patru case ale școlii Hogwarts fondată de către Helga Hufflepuff. Elevii care sunt repartizați la Hufflepuff sunt cunoscuți ca fiind loiali și muncitori. Șefa casei Hufflepuff este Pomona Sprout, profesoara de herbologie de la Hogwarts. Culorile casei sunt galbenul și negrul, iar mascota casei este un bursuc. Fantoma casei este Călugărul Gras. Salonul comun al casei se află la subsolul castelului, lângă bucătării. Printre cei mai cunoscuți vrăjitori care au făcut parte din casa Hufflepuff se numără: Cedric Diggory, Nymphadora Tonks, Hannah Abbot, Justin Finch Fletchlery, Ernie MacMillian, Barty Crouch jr. și însăși J. K. Rowling.